# Long Khánh, thị xã Cai Lậy
Long Khánh là một xã thuộc thị xã Cai Lậy, tỉnh Tiền Giang, Việt Nam.

## Địa lý
Xã Long Khánh nằm về phía nam, cách trung tâm hành chính thị xã Cai Lậy khoảng 4 km, có vị trí địa lý:
- Phía bắc giáp các phường 2, phường 5 và phường Nhị Mỹ
- Phía đông giáp xã Phú Quý, Nhị Quý
- Phía tây và phía nam giáp huyện Cai Lậy.

Xã Long Khánh có diện tích 20,66 km², dân số năm 2013 là 12.421 người, mật độ dân số đạt 601 người/km².

## Hành chính
Xã Long Khánh được chia thành 9 ấp: Hòa Trí, Hòa Nghĩa, Hòa Nhơn, Mỹ Vĩnh, Mỹ Phú, Phú Thuận, Phú Hiệp, Phú Hòa, Phú Hưng.

## Lịch sử
Trước tháng 12 năm 2013, xã Long Khánh thuộc huyện Cai Lậy.
Sau tháng 12 năm 2013, xã Long Khánh thuộc thị xã Cai Lậy.

## Giao thông
Tỉnh lộ 868 chạy xuyên qua địa bàn theo hướng Bắc Nam dài khoảng 6 km.

## Ảnh

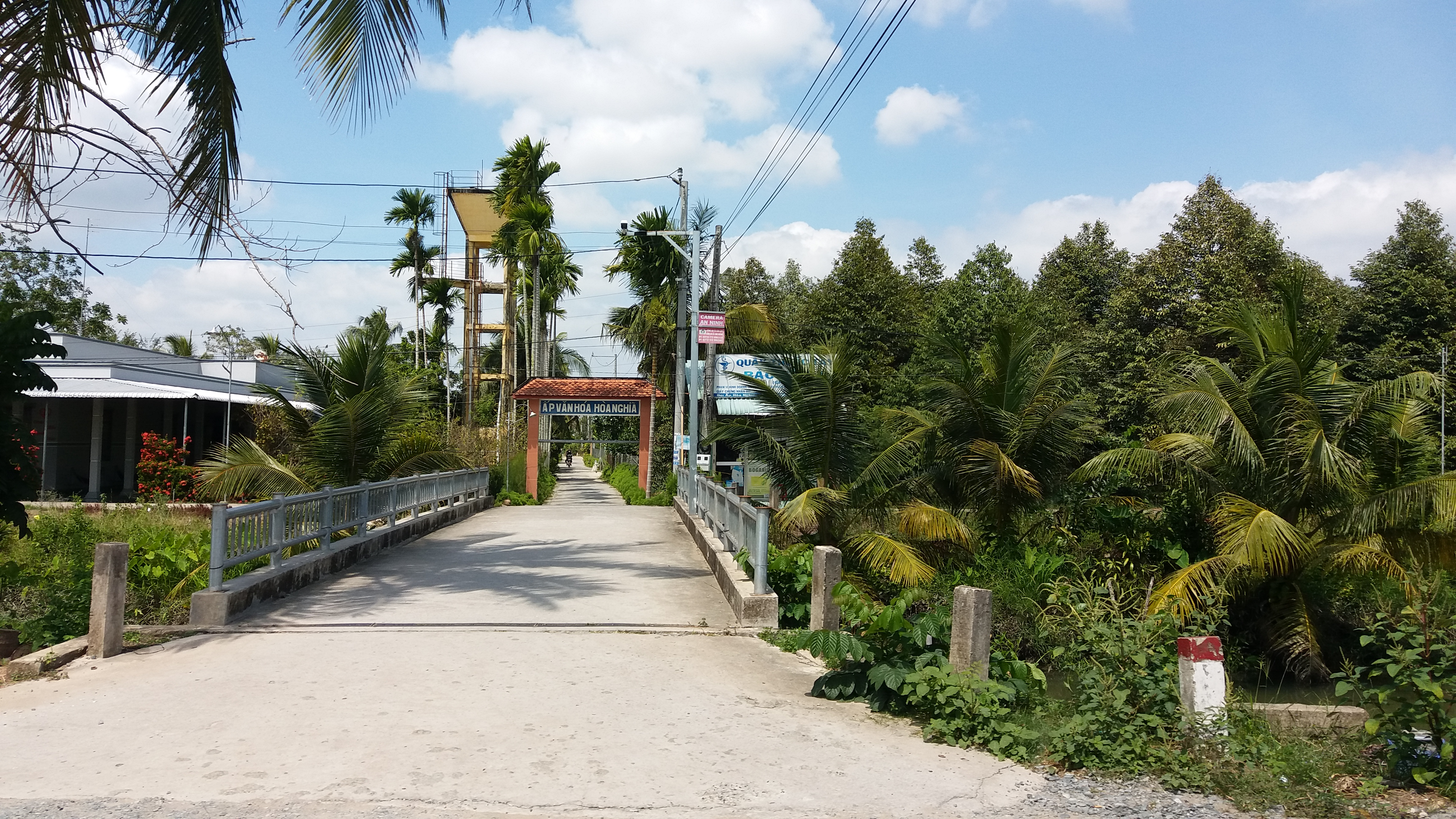
cổng vào ấp Hòa Nghĩa.
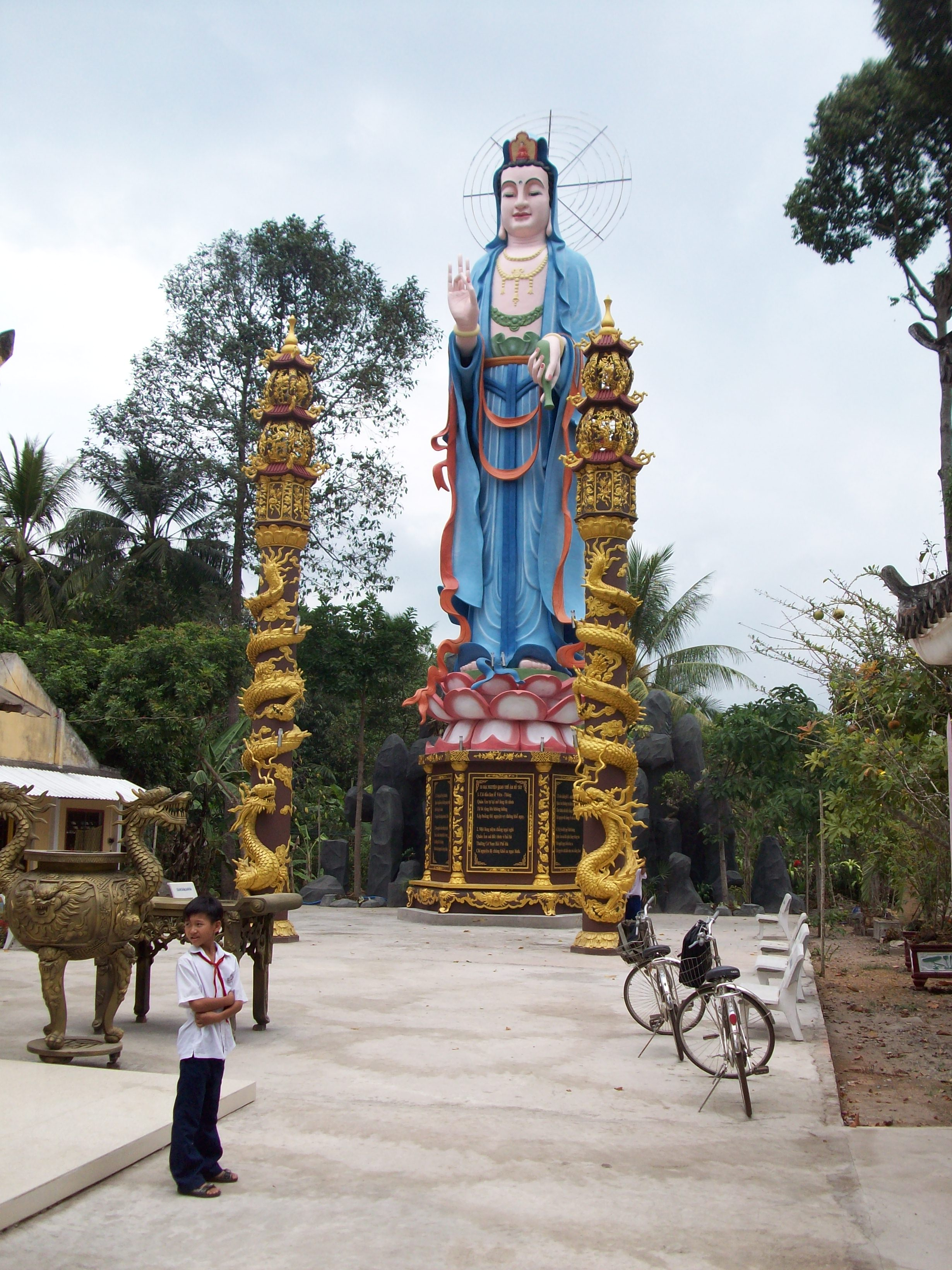
chùa Long Phước.